# Transparente Kleidung

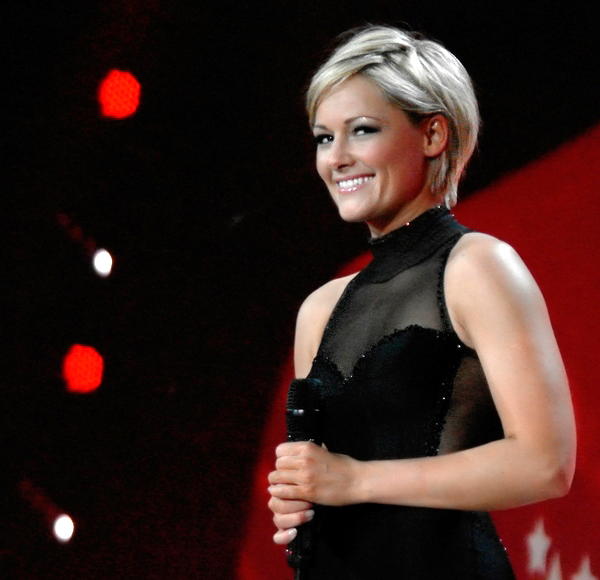
Helene Fischer in einem transparenten Oberteil

Unter Transparenter Kleidung versteht man eine Modeströmung, bei der durchsichtige Stoffe wie  Tüll, Voile, Organza, Nylon, Chiffon, Musselin, dünne Seide oder Batist zu Überbekleidung verarbeitet werden.

## Beschreibung
Transparente Kleidung geht auf die französische Boudoir-Malerei der Jahrhundertwende (19./20. Jahrhundert) zurück, als sich  transparente Wäschemode viel Spitze und Volants für den häuslichen Gebrauch in bürgerlichen Kreisen etablierte. Die Herstellung der dafür nötigen Materialien wurde durch die Automatisierung in der Textilindustrie begünstigt, so dass die Stoffe erschwinglich wurden. Gemischte Stoffe mit transparentem Anteil wird auch Boudoircore genannt.

## Beispiele
- Babydoll
- see-through-Bluse von Yves Saint Laurent (1966)
- Nylonstrümpfe und Netzstrümpfe
- Kleidung mit sichtdurchlässiger Durchbruchstickerei